# I. M (canção de Michael Ben David)
"I. M" (em português: Eu sou) é a canção que representou Israel no Festival Eurovisão da Canção 2022 que teve lugar em Turim. A canção foi selecionada através de uma final nacional a 5 de fevereiro de 2022. Na semifinal do dia 12 de maio, a canção não constou de entre os dez qualificados, pois terminou a semifinal em 13º lugar com 61 pontos.